# Postojna
Postojna (esloveno: Postojna, alemán: Adelsberg, italiano: Postumia) es una localidad de Eslovenia, capital del municipio homónimo en el suroeste del país.
En 2018 tiene 9482 habitantes. Dista unos 50 km de la capital, Liubliana a mitad de camino hacia el mar Adriático. Postojna es conocida sobre todo por sus cuevas, que tienen una longitud de 20 km, y el Castillo Predjama (Predjamski Grad). 
Relacionado con estas cuevas está el Instituto del relieve kárstico o cársico, que pertenece a la Academia de las Ciencias de Eslovenia, y sito en un edificio histórico en la plaza del mercado de Postojna. Su publicación periódica, "Acta Carsologica", tiene un prestigio mundial. 
También relacionado con el Karst (en italiano Carso), el museo Notranjski muzej Postojna conserva hallazgos arqueológicos, históricos y geológicos de primer orden. 
Su situación geográfica, a mitad de camino hacia centros turísticos de la costa de Istria, y junto a la autopista, permite hacer una parada de descanso, las temperaturas estivales son más agradables que en la costa, a causa de la altura. Existe un gran cámping.

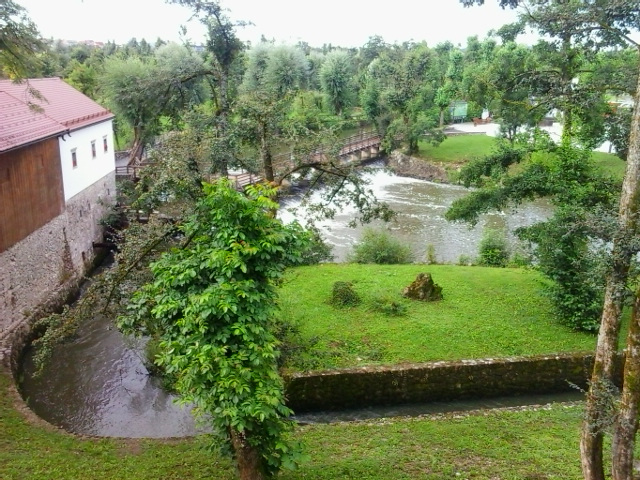

## Historia
Siempre ha estado en el eje de comunicaciones terrestres que unía Viena, Maribor, Liubliana y Trieste, constituyendo la única salida al mar en el Imperio austrohúngaro.
El cosmopolotismo de la antigua monarquía habsbúrgica y el bienestar de la misma se refleja en el hecho de que, ya en 1820, se desarrollara una protoindustria turística en torno a la cueva. Con la construcción del ferrocarril entre Viena y Trieste Postojna dispuso de una estación que permitió multiplicar por cuatro la cifra de visitantes. De este modo la ciudad cuenta con una de las infraestructuras turísticas más antiguas del mundo. 
Tras la Primera Guerra Mundial, Postojna, como toda la zona del Litoral esloveno, perteneció a Italia (entre 1918 y 1945). A lo largo de esta zona fronteriza, el ejército italiano construyó numerosos Búnker y muchas cuevas fueron interconectadas mediante túneles. 
Tras la II Guerra Mundial, la ciudad pasó a formar parte de la República Federativa de Yugoslavia.
Desde la década de 1980 visitan la Cueva de Postojna (en esloveno Postojnska jama) un millón de turistas al año.